# 3-Methyluracil
3-Methyluracil ist eine heterocyclische organische Verbindung mit einem Pyrimidingrundgerüst. Es ist ein Derivat der Nukleinbase Uracil mit einer Methylgruppe an Position 3. Es kommt als Bestandteil des Nukleosids 3-Methyluridin (m3U) in der RNA vor.